# Mastaba S3504
Mastaba S3504 (Saqqara Grab Nr. 3504) ist ein großes Mastabagrab in Sakkara (Ägypten), die unter dem altägyptischen König (Pharao) Wadji, in der 1. Dynastie (Frühdynastische Zeit) kurz nach 3000 v. Chr. errichtet wurde. Der Bau wurde 1953 unter der Leitung von Walter Bryan Emery ausgegraben. Es handelt sich um eine der größten Mastabas aus dieser Dynastie.

## Der Bau
Der Bau besteht aus luftgetrockneten Lehmziegeln und ist 56,45 m lang und 25,45 m breit. Die einstige Höhe ist unbekannt. Die Mastaba war an der Außenseite mit einer Palastfassade, auch Nischenfassade genannt, dekoriert. An den Längsseiten gab es elf, an den Kurzseiten jeweils vier Nischen. Von einer Mauer umschlossen stand diese Mastaba auf einer niedrigen Plattform, auf der sich wiederum Modelle von Rinderköpfen mit echten Rinderhörnern befanden. Um die Grabanlage waren zudem 65 Nebengräber angelegt worden.
Der eigentliche Mastabaoberbau bestand aus 43 Kammern. Unterhalb davon befand sich die Grabkammer, die von weiteren Vorratsräumen umgeben war. Die Grabkammer selbst war einst mit Holz ausgekleidet, auf dem Goldstreifen angebracht waren.

## Grabbeigaben
Obwohl das Grab schon in der Antike beraubt wurde, fanden sich noch viele Grabbeigaben. Vor allem die Vorratskammern enthielten noch die Reste von ca. 2500 Keramikgefäßen. Wertvollere Beigaben waren einst in den unterirdischen Kammern untergebracht. Es fanden sich noch zahlreiche Reste von Möbeln, die teilweise aufwändige Holzschnitzereien zeigen, Kupfer- und Steinwerkzeuge und ca. 1500 Steingefäße. Viele der Gefäße waren einst mit Tonverschlüssen versiegelt. Die Siegelabrollungen stellen eine wichtige historische Quelle dar. Viele von ihnen tragen den Namen von König Wadji. Einige nennen aber auch den Namen des letzten Herrschers der 1. Dynastie, Qaa, unter dem das Grab anscheinend nach einer ersten Plünderung wieder neu hergerichtet worden ist.

## Inhaber
Die Identifizierung des Grabbesitzers war in der Forschung lange umstritten. Der Ausgräber Emery meinte, es handele sich um das Grab des Wadji, wohingegen die neuere Forschung jedoch den Beamten Sechemkasedj als Grabinhaber vermutet, dessen Name in vielen hier gefundenen Inschriften erscheint.